# Daphniphyllum

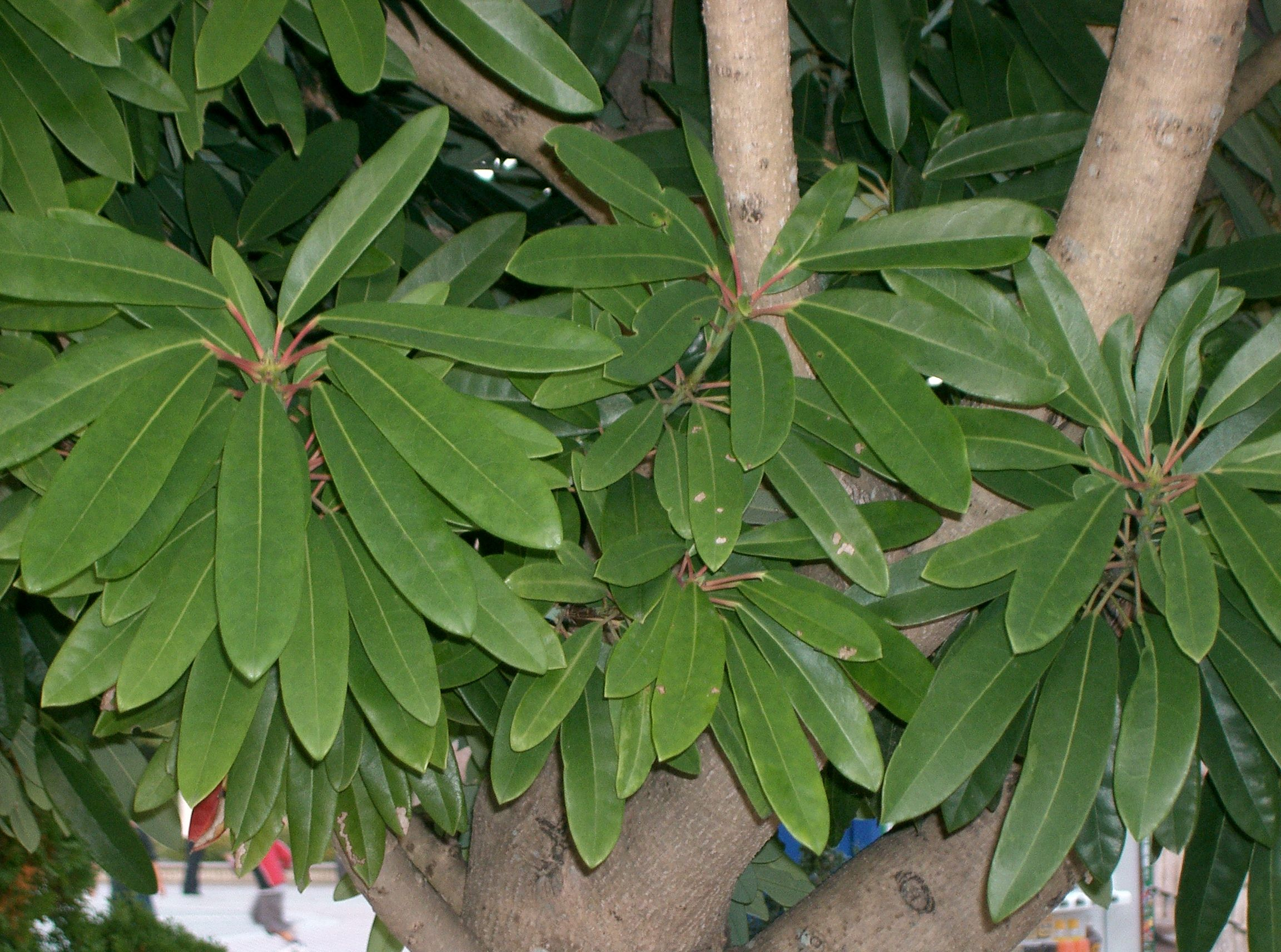
Blätter von Daphniphyllum teysmannii

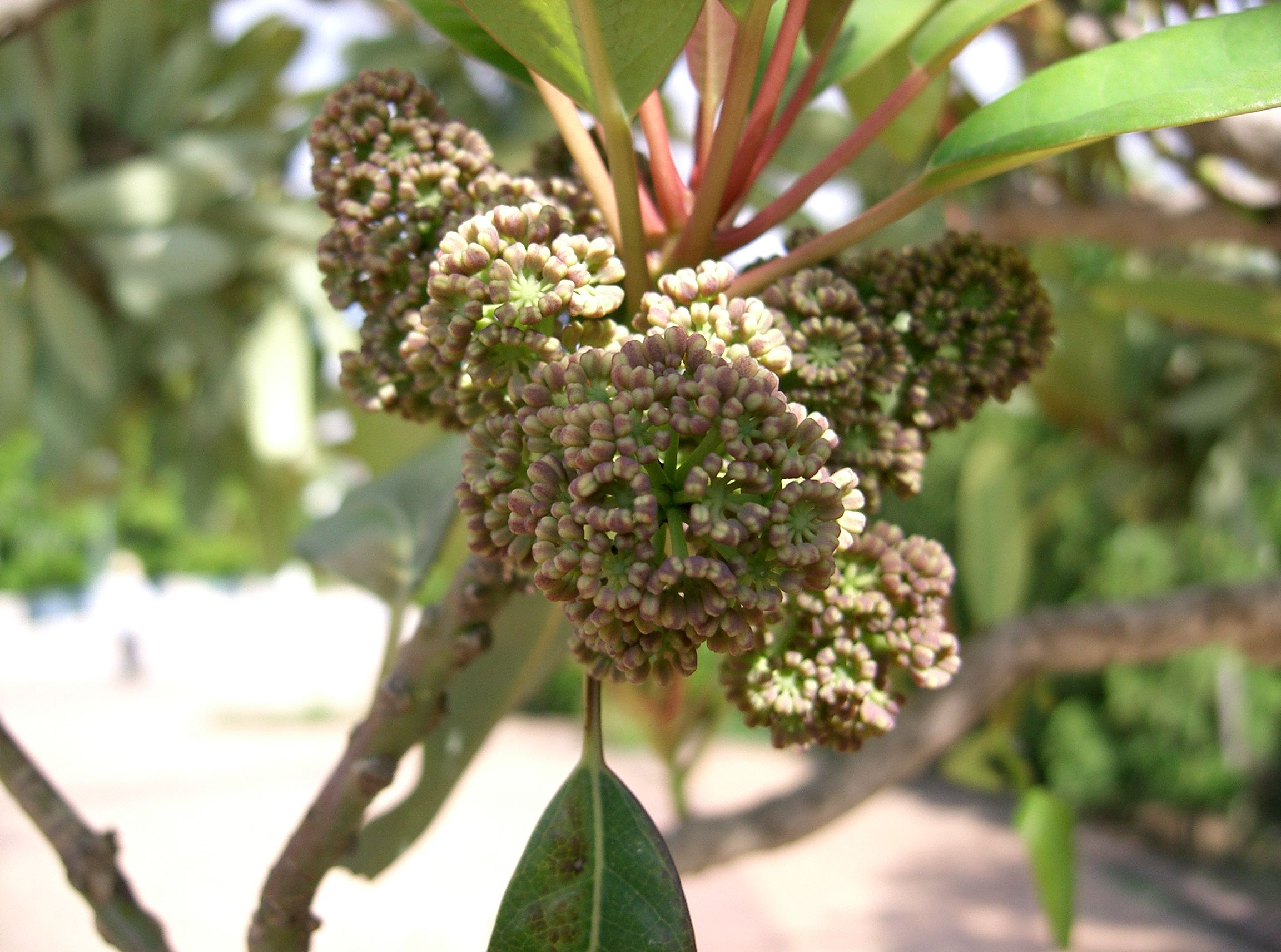
Blüten von Daphniphyllum teysmannii

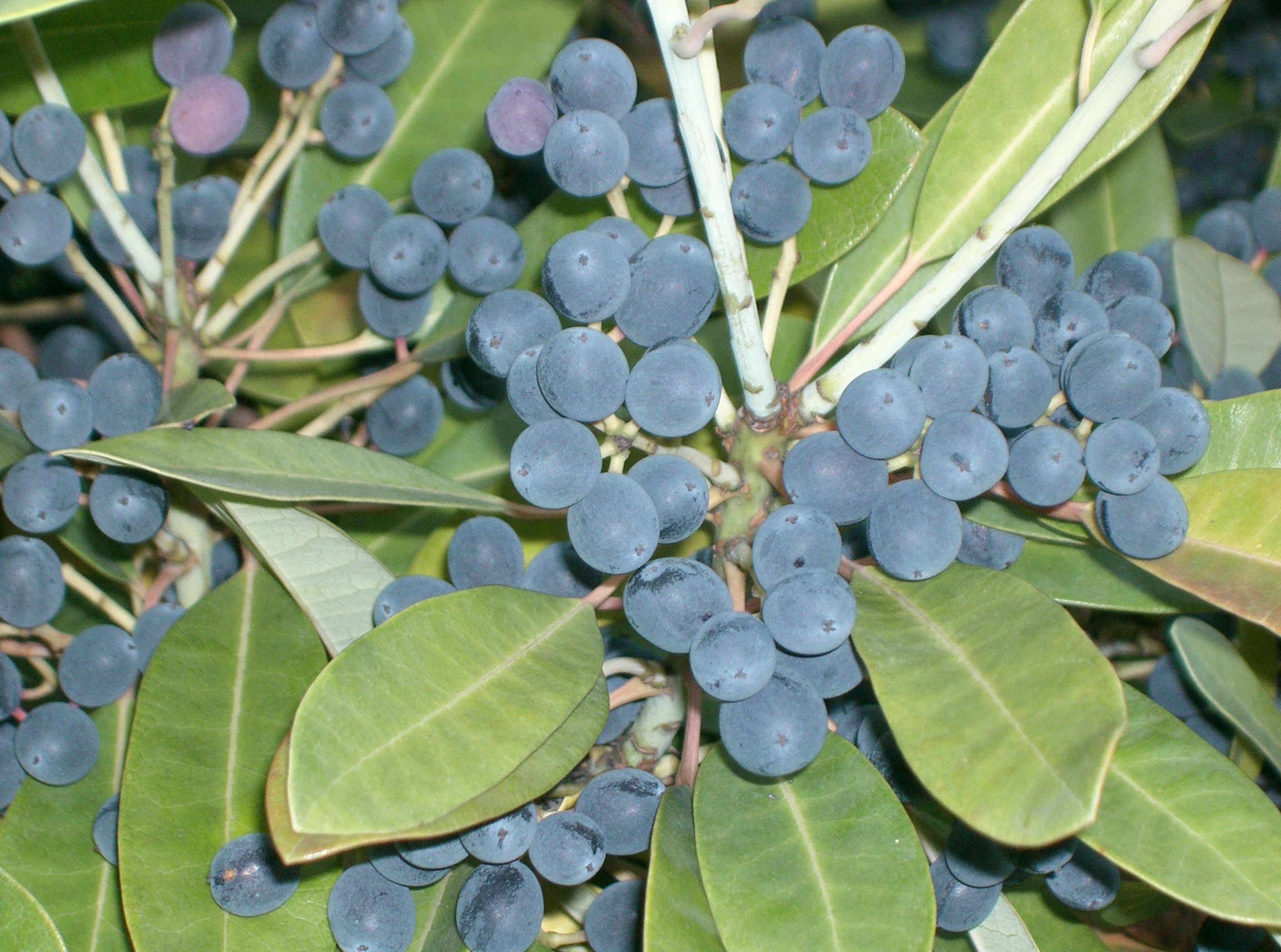
Früchte von Daphniphyllum teysmannii

Daphniphyllum, deutsch auch Scheinlorbeer genannt, ist die einzige Pflanzen-Gattung der Familie der Daphniphyllaceae. Sie enthält etwa zehn bis 40 immergrüne Arten aus Ostasien.

## Beschreibung
Die Arten dieser Gattung sind immergrüne, lorbeerartige Bäume oder Sträucher. Die gestielten Laubblätter sind wechselständig angeordnet und stehen (scheinwirtelig) gehäuft an den Zweigenden. Die Blattspreite ist ungelappt und nicht zusammengesetzt, die Blattränder sind glatt, auf der Unterseite oft bereift. Nebenblätter fehlen
Die Arten sind einhäusig getrenntgeschlechtig (monözisch).
In traubigen Blütenständen stehen die Blüten zusammen. Die kleinen Blüten sind funktional männlich oder weiblich. Es sind zwei bis sechs Kelchblätter vorhanden; Kronblätter sind nicht vorhanden; bei einigen Arten fehlen auch die Kelchblätter. Die männlichen Blüten enthalten fünf bis zwölf Staubblätter. In den weiblichen sind zwei (selten vier) Fruchtblätter zu einem unterständigen Fruchtknoten verwachsen, mit dem zwei- oder selten vierteiligen Griffel. Es entstehen rundliche Steinfrüchte mit bereifter Schale.

## Verbreitung
Das Verbreitungsgebiet der Gattung liegt in Ostasien. Von Japan und Südkorea erstreckt es sich durch China nach Hinterindien. Weiter werden die malaysischen und indonesischen Inseln besiedelt. Ein isoliertes Vorkommen findet sich in Sri Lanka und im Süden Indiens.

## Systematik
Die Gattung Daphniphyllum wurde 1827 von Carl Ludwig Blume aufgestellt, 1869 wurde sie in die Familie der Daphniphyllaceae eingeordnet. Innerhalb der Steinbrechartigen sind die näheren Verwandtschaftsverhältnisse noch unklar, als Schwestergruppe von Daphniphyllum wurden sowohl Kuchenbäume (Cercidiphyllaceae) als auch Pfingstrosengewächse (Paeoniaceae) genannt. Die Gattung umfasst je nach Autor zwischen zehn und über 30 Arten. Die einzige gelegentlich in Mitteleuropa als Ziergehölz kultivierte Art ist Daphniphyllum macropodum.
Hier eine Artenliste:
- Daphniphyllum atrobadium Croizat & Metcalf: Die Heimat ist die Insel Hainan.[8]
- Daphniphyllum beddomei Craib: Die Heimat ist Thailand, Myanmar, Kambodscha und Vietnam.[8]
- Daphniphyllum borneense Stapf: Die Heimat ist die Insel Borneo.[8]
- Daphniphyllum buchananiifolium Hallier f.: Die Heimat sind die Philippinen.[8]
- Daphniphyllum calycinum Benth.: Die Heimat ist das südöstliche China und das nördliche Vietnam.[8]
- Daphniphyllum celebense K.Rosenthal: Die Heimat ist die Insel Sulawesi.[8]
- Daphniphyllum ceramense (T.C.Huang) T.C.Huang: Die Heimat ist die Insel Maliku.[8]
- Daphniphyllum chartaceum K.Rosenthal (Syn.: Daphniphyllum divaricatum (T.C.Huang) J.X.Wang): Das Verbreitungsgebiet reicht von Nepal bis Yunnan.[8]
- Daphniphyllum dichotomum (T.C.Huang) T.C.Huang: Die Heimat ist Sabah und Sarawak auf Borneo.[8]
- Daphniphyllum glaucescens Blume (inkl. Daphniphyllum lancifolium Hook.f.): Mit drei Varietäten. Die Heimat ist Malesien.[8]
- Daphniphyllum gracile Gage: Mit zwei Varietäten. Das Verbreitungsgebiet reicht von Sulawesi bis Papuasien.[8]
- Daphniphyllum griffithianum (Wight) Noltie (Syn.: Daphniphyllum laurinum (Benth.) Baill.): Die Heimat ist das westliche Malesien.[8]
- Daphniphyllum himalense (Benth.) Müll.Arg.: Mit zwei Unterarten. Das Verbreitungsgebiet reicht vom Himalaja bis ins südliche China.[8]
- Daphniphyllum luzonense Elmer: Die Heimat ist Taiwan und die Philippinen.[8]
- Daphniphyllum macropodum Miq.: Die Heimat ist das südliche China, Taiwan, Korea und Japan.[8]
- Daphniphyllum majus Müll.Arg.: Mit vier Varietäten. Die Heimat ist China und Indochina.[8]
- Daphniphyllum neilgherrense (Wight) K.Rosenthal: Die Heimat ist Sri Lanka und das südliche Indien.[8]
- Daphniphyllum papuanum Hallier f.: Mit zwei Varietäten. Die Heimat ist Neuguinea.[8]
- Daphniphyllum parvifolium Quisumb. & Merr.: Die Heimat ist die Insel Luzon von den Philippinen.[8]
- Daphniphyllum paxianum K.Rosenthal: Die Heimat ist Sichuan, Yunnan und Guanxi in China und Laos.[8]
- Daphniphyllum pentandrum Hayata: Die Heimat ist Kambodscha, Vietnam, Taiwan und das südliche China.[8]
- Daphniphyllum scortechinii Hook.f.: Die Heimat ist der Bundesstaat Perak von Malaysia.[8]
- Daphniphyllum subverticillatum Merr.: Die Heimat ist Guangdong in China.[8]
- Daphniphyllum sumatraense (T.C.Huang) T.C.Huang: Die Heimat ist das westliche Sumatra.[8]
- Daphniphyllum teysmannii Kurz ex Teijsm. & Binn.: Die Heimat reicht von der Insel Jeju-do von Korea und von Japan bis Nansei-shoto.[8]
- Daphniphyllum timorianum (T.C.Huang) T.C.Huang: Die Heimat sind die Kleinen Sundainseln.[8]
- Daphniphyllum woodsonianum T.C.Huang: Die Heimat ist das nördliche Sumatra.[8]
- Daphniphyllum yunnanense C.C.Huang: Die Heimat ist China.[8]

## Belege
- Min Tianlu & Klaus Kubitzki (Entwurf): Daphniphyllaceae. In: Wu, Z.Y., Raven, P.H. (Hrsg.): Flora of China.
- P. F. Stevens (2001+): Daphniphyllaceae. Angiosperm Phylogeny Website.
- Beschreibung der Familie bei DELTA.